# 新代田站

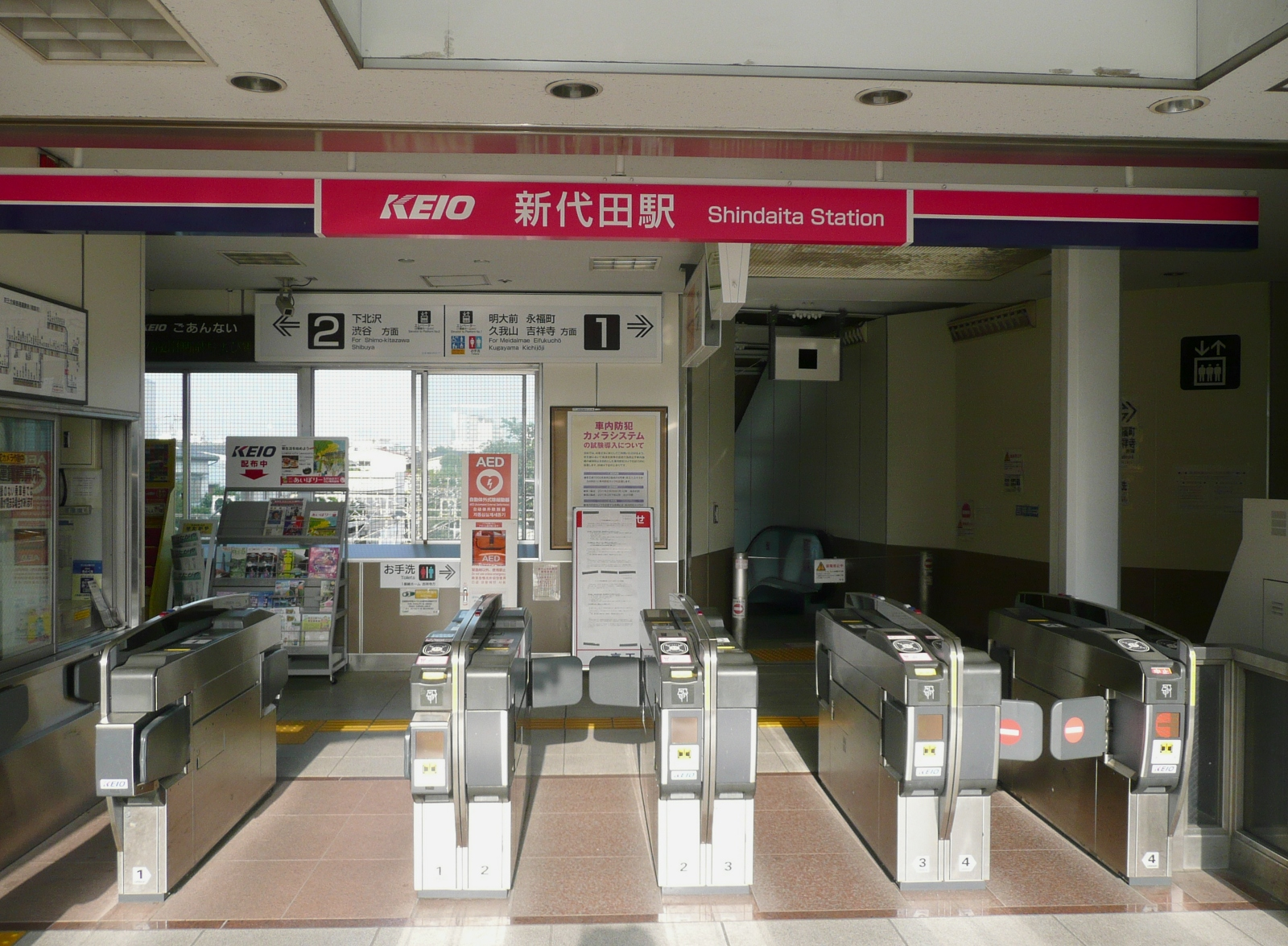
閘口（2011年5月）

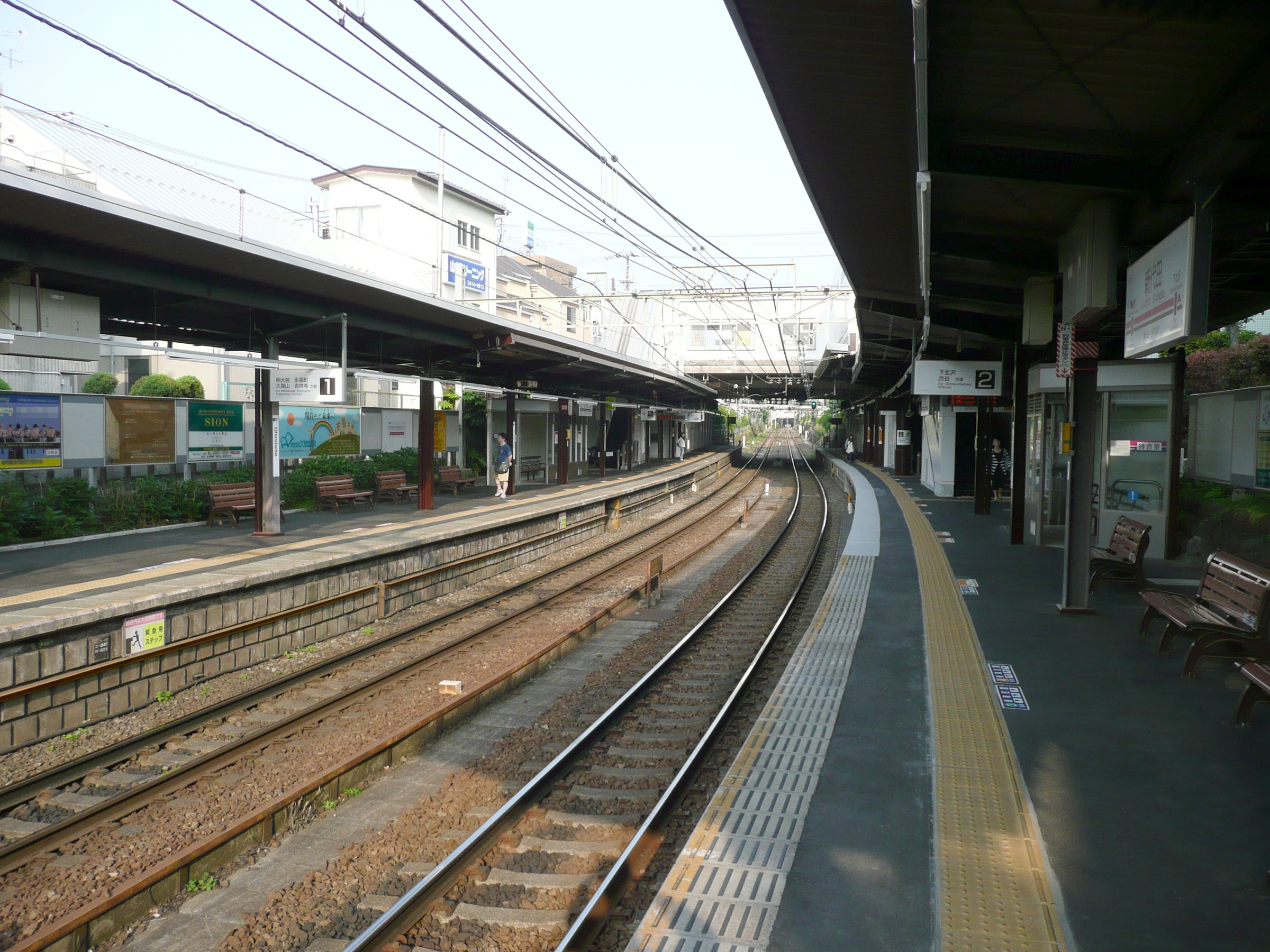
月台（2011年5月）

新代田站（日语：／ Shin-daita eki */?）是一個位於東京都世田谷區代田五丁目，屬於京王電鐵井之頭線的鐵路車站。車站編號是IN06。

## 历史
- 1933年（昭和8年）8月1日 - 隸屬於帝都電鐵，開始營運時站名爲代田二丁目。
- 1940年（昭和15年）5月1日 - 與小田原急行鐵道合併，成為該公司帝都線的車站。
- 1942年（昭和17年）5月1日 - 小田急電鐵與東京急行電鐵（大東急）合併。
- 1948年（昭和23年）6月1日 - 從東急分離，成立京王帝都電鐵，成為該公司井之頭線的車站。
- 1966年（昭和41年）7月21日 - 站名改為新代田站。

## 車站構造
此車站是擁有跨站式站房的地面車站，配置有2面2線的側式月台。月台設置於低於兩側地面的溝地內，車站上方是環狀七號線。月台的一部分位於環狀七號線的道路正下方，車站閘口設在路沿。
閘口與月台之間有輪椅適用的電扶梯以及電梯。廁所設置於1號線月台。基於通用設計的觀點，設有無障礙洗手間。

### 月台配置
| 月台 | 路線     | 方向 | 目的地                             |
| ---- | -------- | ---- | ---------------------------------- |
| 1    | 井之頭線 | 下行 | 明大前、永福町、久我山、吉祥寺方向 |
| 2    | 井之頭線 | 上行 | 下北澤、澀谷方向                   |

## 使用情況
2016年度的1日平均上下車人次為9,849人。上下車乘客人數及乘車人數推移如下所記。
| 年度               | 1日平均 上下車人次 | 1日平均 上車人次 | 來源   |
| ------------------ | ------------------ | ---------------- | ------ |
| 1955年（昭和30年） | 9,012              |                  |        |
| 1960年（昭和35年） | 10,362             |                  |        |
| 1965年（昭和40年） | 12,005             |                  |        |
| 1966年（昭和41年） | 12,271             |                  |        |
| 1970年（昭和45年） | 12,391             |                  |        |
| 1975年（昭和50年） | 10,189             |                  |        |
| 1980年（昭和55年） | 8,976              |                  |        |
| 1985年（昭和60年） | 13,589             |                  |        |
| 1987年（昭和62年） | 14,376             |                  |        |
| 1990年（平成02年） | 11,547             | 5,723            | [ 6 ]  |
| 1991年（平成03年） |                    | 5,762            | [ 7 ]  |
| 1992年（平成04年） |                    | 5,759            | [ 8 ]  |
| 1993年（平成05年） |                    | 5,677            | [ 9 ]  |
| 1994年（平成06年） |                    | 5,767            | [ 10 ] |
| 1995年（平成07年） | 11,657             | 5,844            | [ 11 ] |
| 1996年（平成08年） |                    | 5,753            | [ 12 ] |
| 1997年（平成09年） |                    | 5,570            | [ 13 ] |
| 1998年（平成10年） |                    | 5,252            | [ 14 ] |
| 1999年（平成11年） |                    | 4,566            | [ 15 ] |
| 2000年（平成12年） | 9,147              | 4,567            | [ 16 ] |
| 2001年（平成13年） |                    | 4,479            | [ 17 ] |
| 2002年（平成14年） |                    | 4,408            | [ 18 ] |
| 2003年（平成15年） | 8,817              | 4,388            | [ 19 ] |
| 2004年（平成16年） | 8,533              | 4,249            | [ 20 ] |
| 2005年（平成17年） | 8,551              | 4,285            | [ 21 ] |
| 2006年（平成18年） | 8,501              | 4,285            | [ 22 ] |
| 2007年（平成19年） | 8,360              | 4,290            | [ 23 ] |
| 2008年（平成20年） | 8,556              | 4,389            | [ 24 ] |
| 2009年（平成21年） | 8,526              |                  |        |
| 2010年（平成22年） | 8,317              |                  |        |
| 2011年（平成23年） | 8,288              |                  |        |
| 2012年（平成24年） | 8,507              |                  |        |
| 2013年（平成25年） | 8,859              |                  |        |
| 2014年（平成26年） | 9,255              |                  |        |
| 2015年（平成27年） | 9,589              |                  |        |
| 2016年（平成28年） | 9,849              |                  |        |

## 車站周邊
與鄰站下北澤站、東松原站兩站的距離皆僅僅500公尺。從2號線月台的中央位置，可以輕易用肉眼看到鄰站。
因為到鄰站下北澤僅徒步數分鐘即可到達，加上車站出入口即是車流量大的環七通之故，本車站的周邊沒有形成商店街的狀況也屬井之頭線上車站中的特例。
- 世田谷區代田區民中心
- 世田谷區立代田圖書館
- 世田谷區役所（日语：世田谷区役所）新代田社區總體營造出張所
- 新代田站前郵便局

### 巴士路線
車站北側為巴士折返場，有該站發車（一部份為駒澤陸橋發車）的路線巴士運行（下記2條路線曾經為共同經營的直通路線）。
都營巴士
- 宿91（北行）：往新宿站西口、杉並車庫（日语：都営バス杉並支所）（經堀之內）
- 宿91（南行）：往駒澤陸橋

東急巴士
- 森91：往大森操車所（經若林站前、上馬、洗足站入口、長原、馬込站、大森站，部分班次只行駛到若林派出所）

## 其他
當站於小田急小田原線世田谷代田站之間，於東京急行電鐵（大東急）所經營時，在二戰中期至戰後初期曾經設有
連絡線（代田連絡線）。這是由於戰時遭受空襲，井之頭線的電車幾乎燒失、全毀，因而設置聯絡線由小田急線緊急調度車輛維持運作。在廢除之後，仍有鐵道分歧的部份被保留了一段時間。但是因為住宅區的發展，聯絡線原址因開發而無任何遺跡留存下，僅有一點線索留存在小田急線上。而在小田急線的雙複線軌道完工後，聯絡線的遺跡將全數消失。
該聯絡線的官方資料已難以考究，但戰時美軍的航拍中仍可見到當時的聯絡線路線圖。
- 航拍（日本國土地理院：國土變遷檔案 航拍閱覽系統） 地區：東京西南部，攝影機關：美軍 撮影日:1947-09-08[永久]

## 相鄰車站
京王電鐵
 井之頭線
■急行
通過
■各站停車
下北澤（IN05）－新代田（IN06）－東松原（IN07）

## 關連項目
- 日本鐵路車站列表

## 外部連結
- 新代田 - 京王電鐵